# Sint-Lambertuskerk (Gulke)

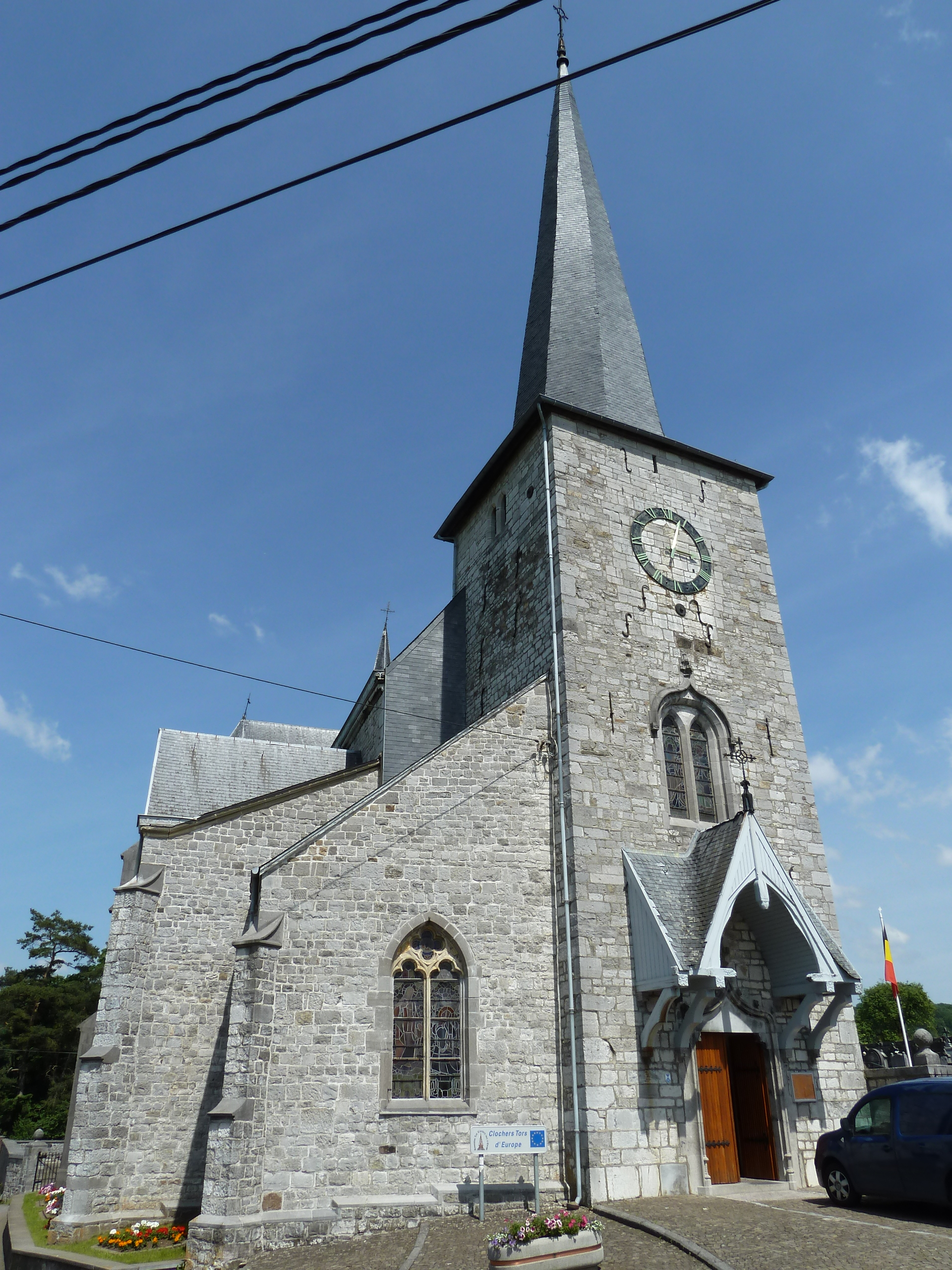
Sint-Lambertuskerk

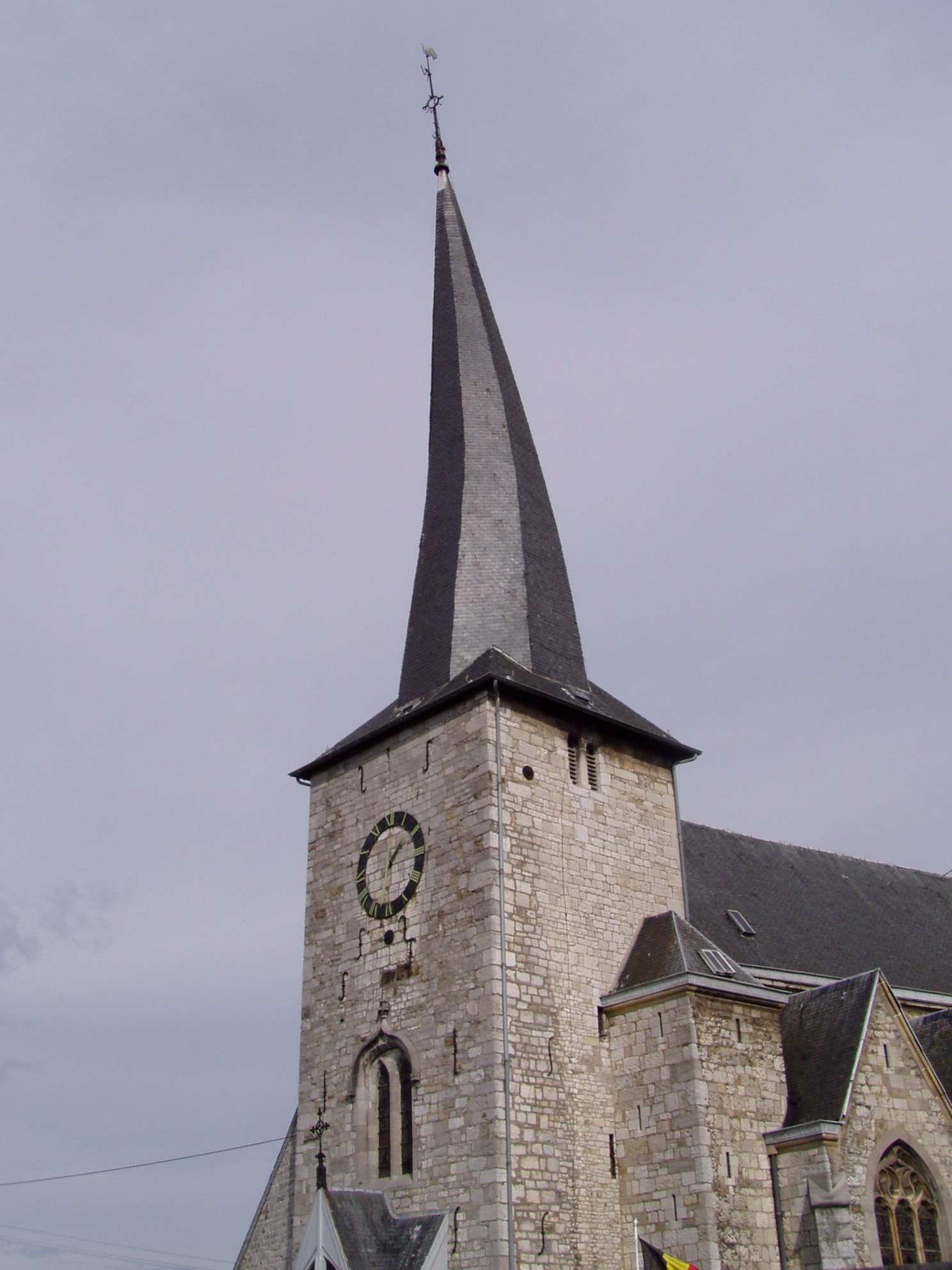
De gedraaide torenspits van de kerk

De Sint-Lambertuskerk (Église Saint-Lambert) is de parochiekerk van de tot de Belgische gemeente Limburg behorende plaats Gulke, gelegen aan de Rue de l'Église.

## Geschiedenis
De parochie was oorspronkelijk onderhorig aan de parochie van Baelen, maar reeds in 1145 daarvan afgesplitst, omdat het gebied toen geschonken werd aan de Abdij Rolduc, welke de moederkerk was van Bilstain en Limburg. De Sint-Joriskapel van Limburg werd in 1460 een decanaatskerk en de Sint-Lambertuskerk werd filiaalkerk van de deze Sint-Jorisparochie.
In 1145 bestond der reeds een kapel in Gulke, maar deze werd door een kerkgebouw vervangen. Deze kerk stamde uit de 15e eeuw en begin 16e eeuw, en het betreft een laatgotische kruisbasiliek, gebouwd in natuursteenblokken, met voorgebouwde toren, waarin zich het kerkportaal bevindt. Het koor is driezijdig afgesloten.
De kerk werd diverse malen gerestaureerd, vooral in de 18e eeuw (1715-1722 en 1762). In de 19e eeuw en in 1910 vonden veranderingen in het interieur plaats, in 1910 gebeurde dat in neogotische stijl. Toen werd ook de doopkapel aangebouwd en werden steunberen geplaatst.
De toren heeft vermoedelijk een romaanse oorsprong, en ligt niet geheel in lijn met het schip van de huidige kerk. De zuidoostelijke gevel van de toren bevat nog enkele schietgaten. De toren heeft een achtkante, gedraaide torenspits.
De kerk wordt omgeven door een kerkhof, waarop zich ook een gedeelte bevindt dat dienst doet als protestantse begraafplaats. Het oudste grafmonument is van 1635. Historische grafkruisen werden in de kerkmuur ingemetseld.

## Interieur
Het vroegere gotische stenen hoofdaltaar van 1522 bevindt zich tegenwoordig in de doopkapel. Er is een gotisch altaarstuk van omstreeks 1500, met gepolychromeerd houten reliëf voorstellende episoden uit het leven van Sint-Elisabeth. Er is een tabernakel uit begin 16e eeuw, dat in 1911 werd ingebed in een neogotisch torentje.
Een Apostelbalk uit begin van het 16e eeuw
De kuip van het doopvont is romaans, stamt uit de 12e eeuw en heeft vier maskers; de marmeren voet is 18e-eeuws.
De preekstoel is van 1722. De communiebank, de kerkbanken en de biechtstoelen zijn eveneens 18e-eeuws.
Uit de 16e eeuw zijn gepolychromeerde beelden van de heiligen Hubertus, Lambertus, Rochus en Joris. Beelden van Maria, Barbara en een bisschop zijn 18e-eeuws.
In 1722 werd een nieuw hoofdaltaar geplaatst, vervaardigd door J. Sépulchre en bevattende een schilderij van Deflans dat de Calvarieberg voorstelt.
De neogotische glas-in-loodramen werden van 1910-1913 vervaardigd door de firma Joseph Osterrath.